# バラド
バラド（ヘブライ語:בל"ד 、アラビア語: بلد、正式名「国民民主集団」）は、イスラエルの政党。アラブ系イスラエル人政党。1995年結党。アラビア語名称はタジャンモウ。現在の党首はサミ・アブ・シェハド。2013年のクネセト選挙で3議席を獲得したが、2022年の総選挙で議席を失っている。

## 概要
1995年に元イスラエル共産党の活動家、アズミー・ビシャーラを中心に設立された。1996年からクネセトの選挙に参加し、ビシャーラが当選を果たした。政策面では、アラブ系イスラエル人の権利向上を訴えている。
また、ガザ地区、ヨルダン川西岸地区、東エルサレムでのパレスチナ国家設立を支援しており、更にパレスチナ難民の帰還も訴えている。
パレスチナ/イスラエル研究者の田浪亜央江は、「事実上反シオニズムでありながら、イスラエル国家の法に則って国会に議員を送る政党として、巧みな論理立てによって」批判をかわし続けてきたことを特色に挙げている。
しかし、その政治的信条からバラドを快く思わないユダヤ系イスラエル人も多く、特に極右政党「イスラエル我が家」の党首アヴィグドール・リーベルマンは、バラドの議員に対して「あなたはテロ組織の代理人だ」などと言い放ち、激しい口論になったこともある。
またこれに限らず、アラブ系議員は演説中に、ユダヤ系議員から野次や不規則発言を飛ばされ、それに応酬し口論となり、議事進行に支障が出ることもたびたびある。
2007年には、ビシャーラからヒズブッラーへの情報提供の疑いが生じ、議員辞職を余儀なくされた。
2010年5月31日、ガザ地区へ人道支援のためトルコから向かっている途中、イスラエル国防軍に拿捕され、多数の死傷者が出た客船に、バラド所属のハニーン・ゾービ議員が搭乗していたことが判明し、イスラエル国内に激震が走った。ゾービはユダヤ系議員などから「国賊」などと激しく非難され、クネセト内はゾービへの罵声が四方八方から飛び交う大荒れ模様となった。また、「国家への反逆」を理由に、イスラエルの内務大臣はゾービの議員特権およびイスラエル市民権を剥奪するよう司法長官に要請した。

## メンバー

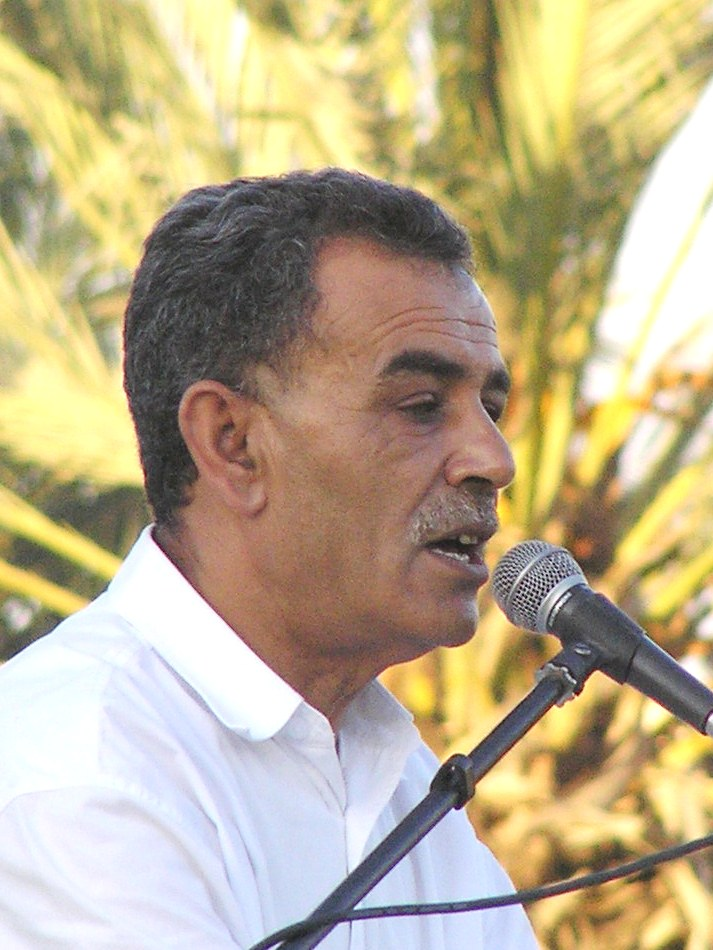
ジャマール・ザハルカ元党首

2013年時点で、クネセト議員であったメンバーは次の通り。
- メタンズ・シャハド（英語版、ヘブライ語版）
- ヘバ・ヤズバク（英語版、ヘブライ語版）
- サミ・アブ・シェハデ（英語版、ヘブライ語版）